# Trigonometopus deceptor
Trigonometopus deceptor är en tvåvingeart som först beskrevs av Malloch 1927.  Trigonometopus deceptor ingår i släktet Trigonometopus och familjen lövflugor.
Artens utbredningsområde är Taiwan. Inga underarter finns listade i Catalogue of Life.